# Osgood (Indiana)
Osgood és una població dels Estats Units a l'estat d'Indiana. Segons el cens del 2000 tenia 1.669 habitants.

## Demografia
Segons el cens del 2000, Osgood tenia 1.669 habitants, 668 habitatges, i 424 famílies. La densitat de població era de 495,7 habitants/km².
Dels 668 habitatges en un 34% hi vivien nens de menys de 18 anys, en un 47,2% hi vivien parelles casades, en un 12,3% dones solteres, i en un 36,4% no eren unitats familiars. En el 31,3% dels habitatges hi vivien persones soles el 16,5% de les quals corresponia a persones de 65 anys o més que vivien soles. El nombre mitjà de persones vivint en cada habitatge era de 2,41 i el nombre mitjà de persones que vivien en cada família era de 3,03.
Per edats la població es repartia de la següent manera: un 27,4% tenia menys de 18 anys, un 8% entre 18 i 24, un 26,4% entre 25 i 44, un 19,7% de 45 a 60 i un 18,6% 65 anys o més.
L'edat mediana era de 36 anys. Per cada 100 dones de 18 o més anys hi havia 83,4 homes.
La renda mediana per habitatge era de 29.659 $ i la renda mediana per família de 35.750 $. Els homes tenien una renda mediana de 29.375 $ mentre que les dones 20.938 $. La renda per capita de la població era de 13.842 $. Entorn del 9,2% de les famílies i l'11% de la població estaven per davall del llindar de pobresa.

## Poblacions més properes
El següent diagrama mostra les poblacions més properes.